# D920 (Hautes-Pyrénées)
De D920 is een departementale weg in het Franse departement Hautes-Pyrénées met een lengte van 24 kilometer. De weg loopt van Soulom via Cauterets naar de Pont d'Espagne.

## Geschiedenis
In 1933 werd de N21C gecreëerd als aftakking van de N21. In 1973 werd de weg overgedragen aan het departement Hautes-Pyrénées, omdat de weg geen belang meer had voor het doorgaande verkeer. De weg is toen omgenummerd tot D920.